# 伊姆霍夫巧克力博物館

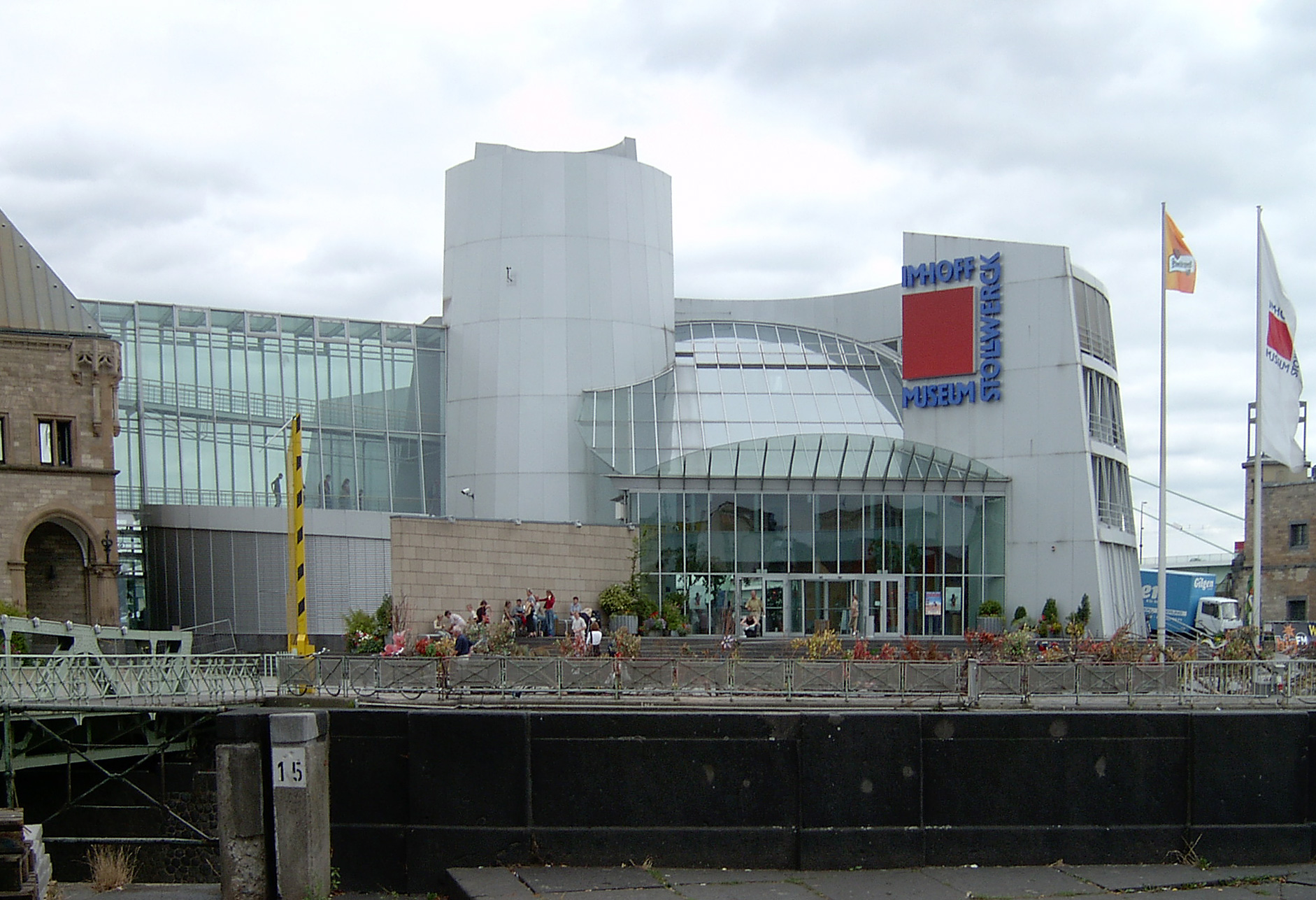
伊姆霍夫巧克力博物館

伊姆霍夫巧克力博物館（德語：Imhoff-Schokoladenmuseum）是位於德國城市科隆的一座以巧克力為展示主題的博物館，由漢斯伊姆霍夫開業於1993年。博物館展示了巧克力的歷史。現在博物館每年有5,000次導覽旅行，675,000名遊客來訪，是德國遊客數最多的10座博物館之一。博物館完全依靠自力運營，沒有拿到任何政府補助。

## 外部連結
- Official museum website （德文）

50°55′55.93″N 6°57′51.38″E / 50.9322028°N 6.9642722°E